# Composti ciclici
Si definiscono composti ciclici quella classe di composti chimici caratterizzati dalla presenza di una o più catene di atomi chiuse ad anello.

## Struttura
In genere i composti ciclici hanno una struttura formata prevalentemente da atomi di carbonio, perché essi siano stabili dal punto di vista molecolare, devono essere formati da quattro o più lati. La principale eccezione è il pentazolo, formato da cinque atomi d'azoto e privo di atomi di carbonio. La stabilità della molecola è anche determinata da che cosa è legato agli atomi di carbonio facenti parte della catena.
I gruppi con minor ingombro sterico favoriscono la forma ciclica, quelli con ingombro sterico maggiore tendono a stressare i legami della molecola e renderla più facilmente reattiva e meno stabile. Vi possono anche essere composti ciclici formati da più "cicli", cioè più anelli. Questo è il caso, per esempio, delle basi azotate presenti nel DNA le quali sono classificate come composti eterociclici aromatici.
In genere i composti ciclici, al contrario delle apparenze, non hanno una struttura planare. L'atomo di carbonio, infatti, forma quattro legami con gli altri atomi intorno a lui e gli angoli di legame sono di circa 109° come ci si aspetterebbe in una struttura tetraedrica generata dagli orbitali con ibridazione {\displaystyle sp^{3}}, quindi, per esempio la struttura del cicloesano è tale che una parte degli atomi di carbonio siano orientati verso il basso ed una parte verso l'alto. Hanno invece struttura planare i composti ciclici aromatici come il benzene.

### Categorie
I composti ciclici possono essere distinti in base alle loro caratteristiche e riassunti in un numero limitato di categorie:
- Composti aliciclici (cioè composti contemporaneamente alifatici e ciclici)
  - Cicloalcani (solo legami singoli)
  - Cicloalcheni (presenza di legami doppi)
  - Cicloalchini (presenza di legami tripli)
- Composti aromatici (presentano elettroni delocalizzati sull'anello)
  - Composti aromatici monociclici (come il benzene e il toluene)
  - Composti aromatici policiclici (tra cui gli idrocarburi policiclici aromatici)
- Composti eterociclici
  - aromatici (come il pirrolo, l'indolo, la piridina e la chinolina)
  - non aromatici (come il ribosio e il glucosio)
- Composti macrociclici (come la porfirina)

## Esempi
Di seguito vengono indicati alcuni composti ciclici:

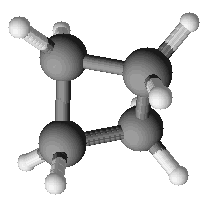
Ciclobutano
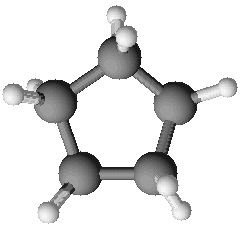
Ciclopentano
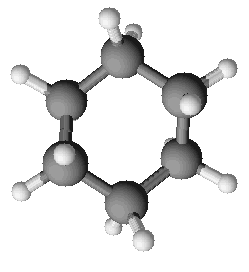
Cicloesano
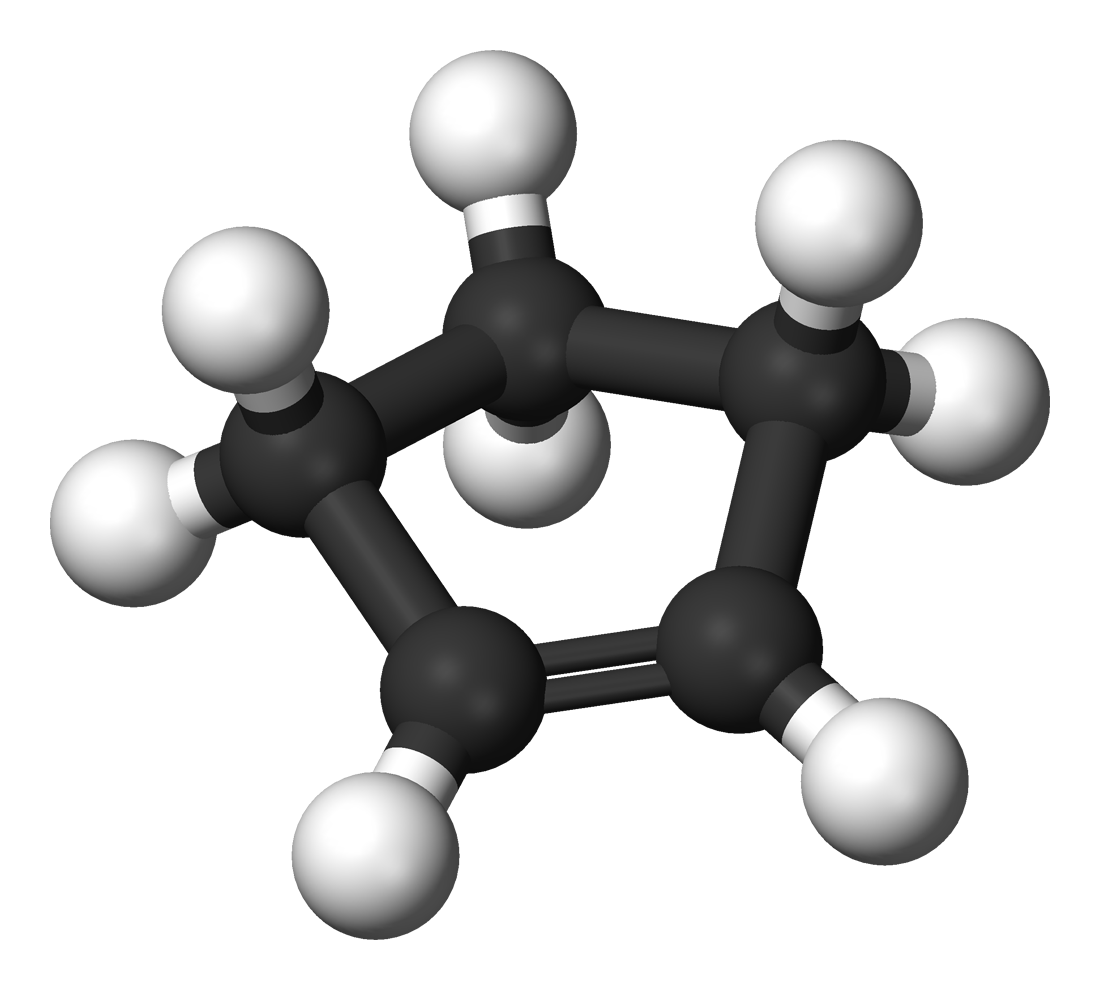
Ciclopentene
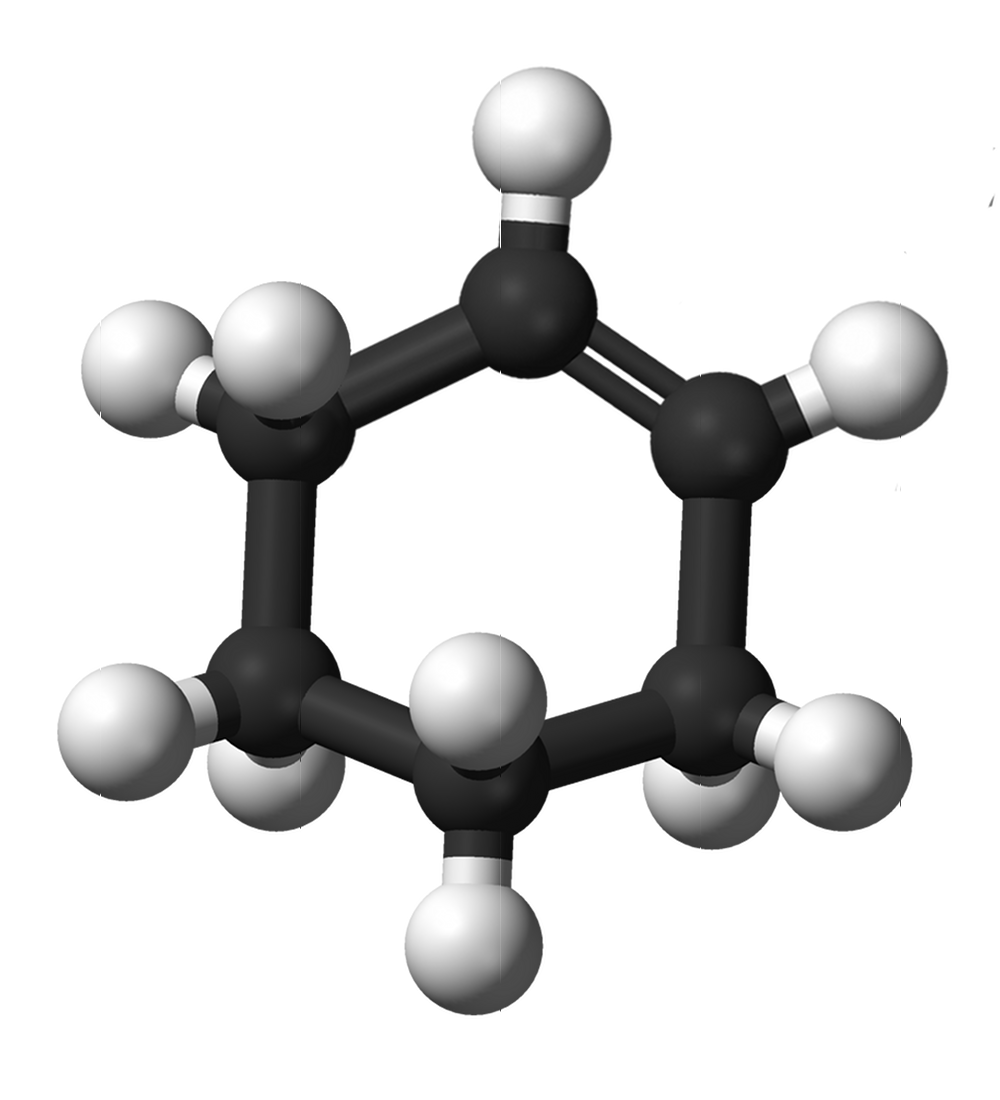
Cicloesene
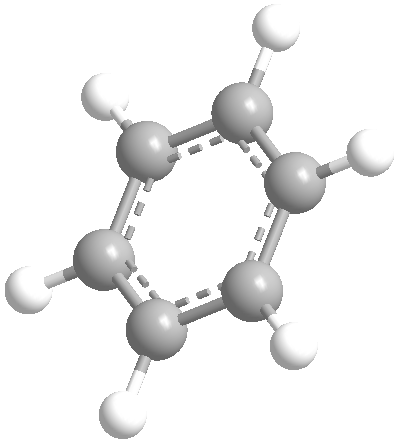
Benzene
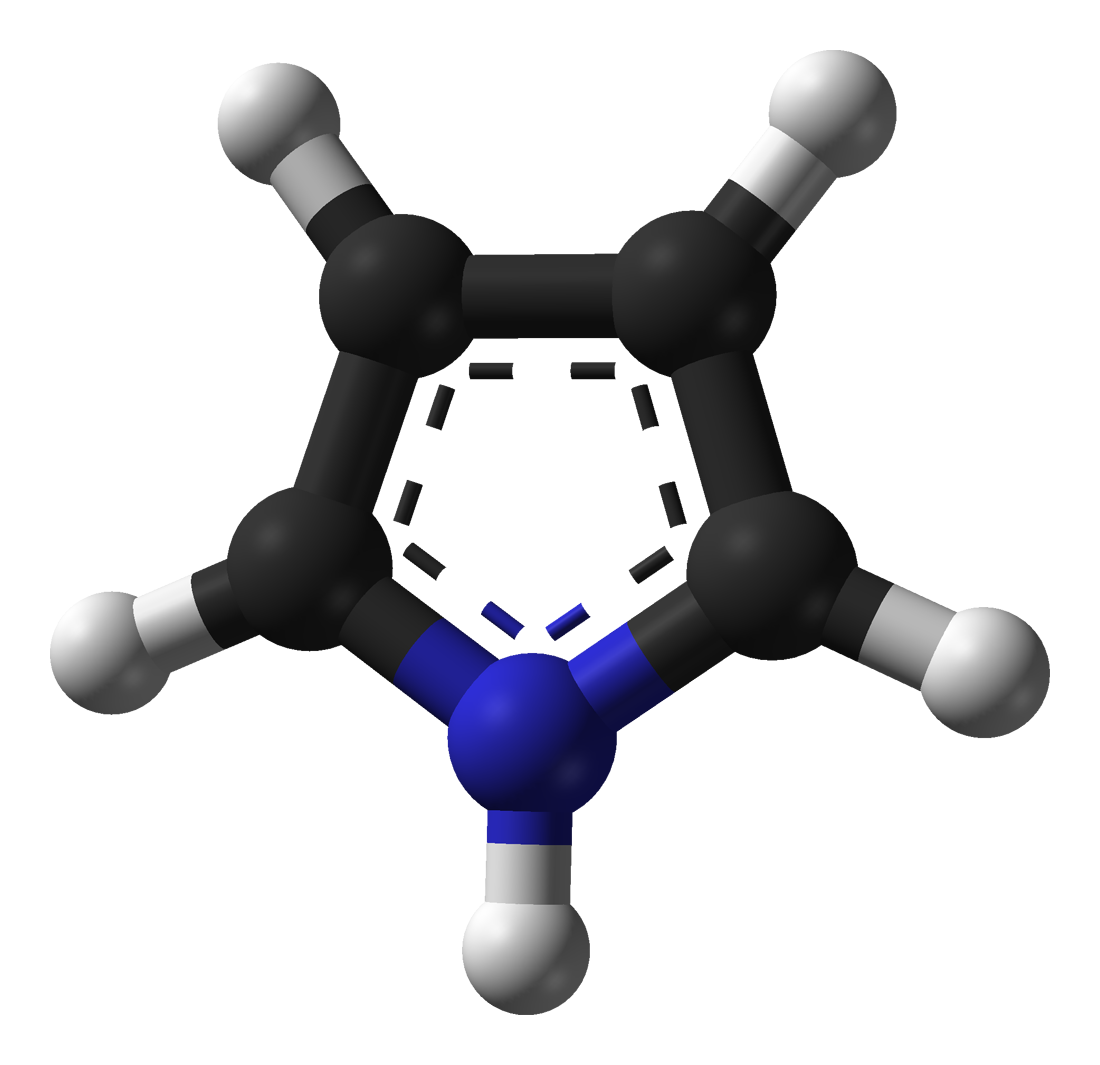
Pirrolo
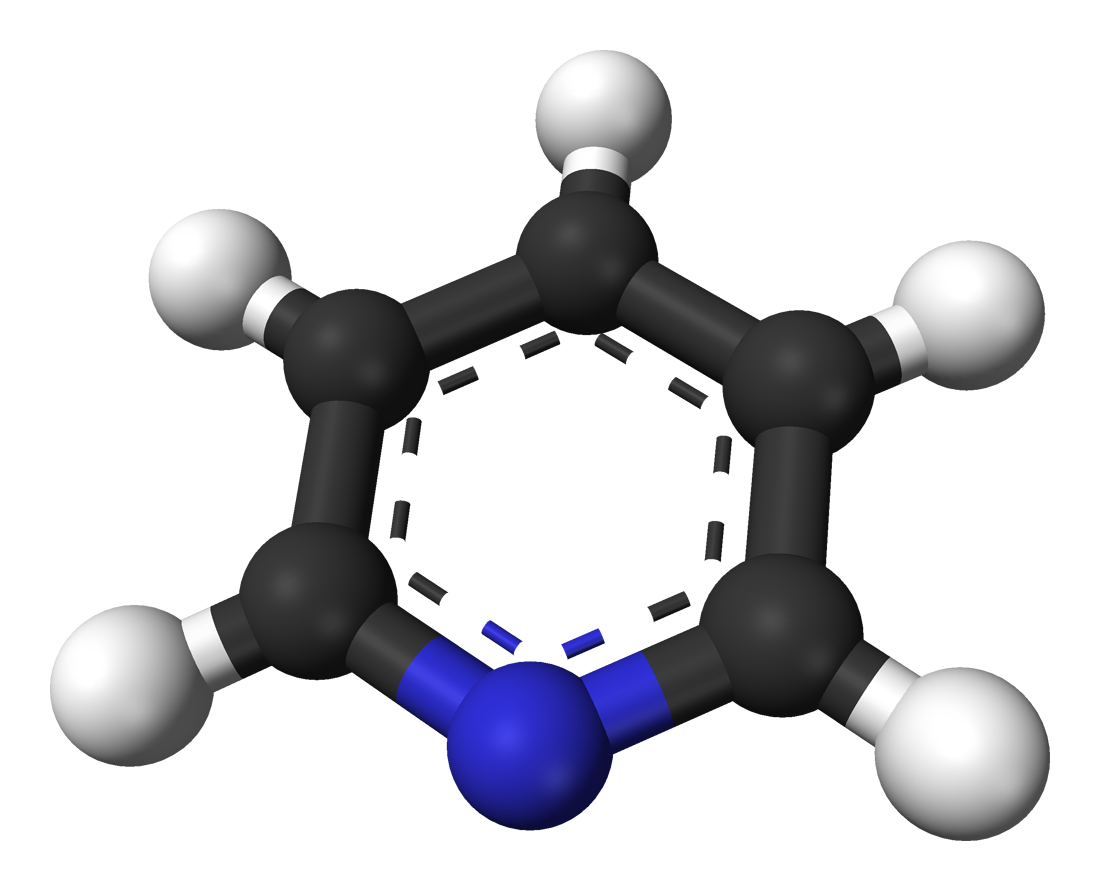
Piridina
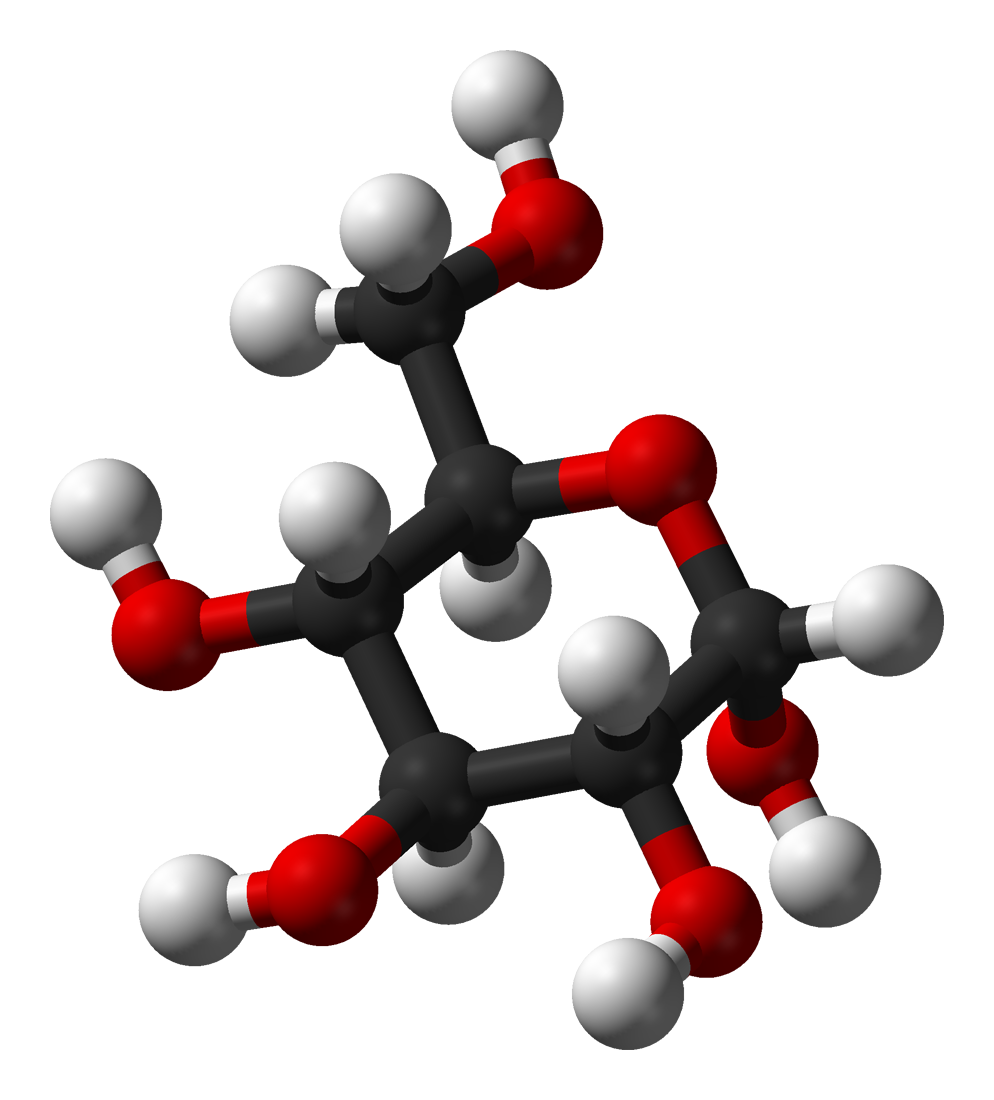
Glucosio